# Ircio
Ircio es una de las 6 pedanías de la localidad burgalesa de Miranda de Ebro. Se encuentra a orillas del río Ebro y limita con las provincias de Álava (en la otra orilla del río tiene al pueblo alavés de Zambrana) y La Rioja. Celebra sus fiestas el 29 de junio en honor de san Pedro y el 16 de agosto en honor de san Roque.

## Historia
Ircio ya es citado en el Libro de la Reja de San Millán en el año 1025.
En el Censo de Floridablanca de 1787 se denominaba Iricio , tenía la categoría de villa, con alcalde ordinario, jurisdicción de Realengo, en el partido de Miranda de Ebro de la Intendencia de Burgos.
Antiguo municipio de Castilla la Vieja , en el partido de Miranda de Ebro. En el censo de la matrícula catastral, Ircio contaba con 25 hogares y 89 vecinos. 

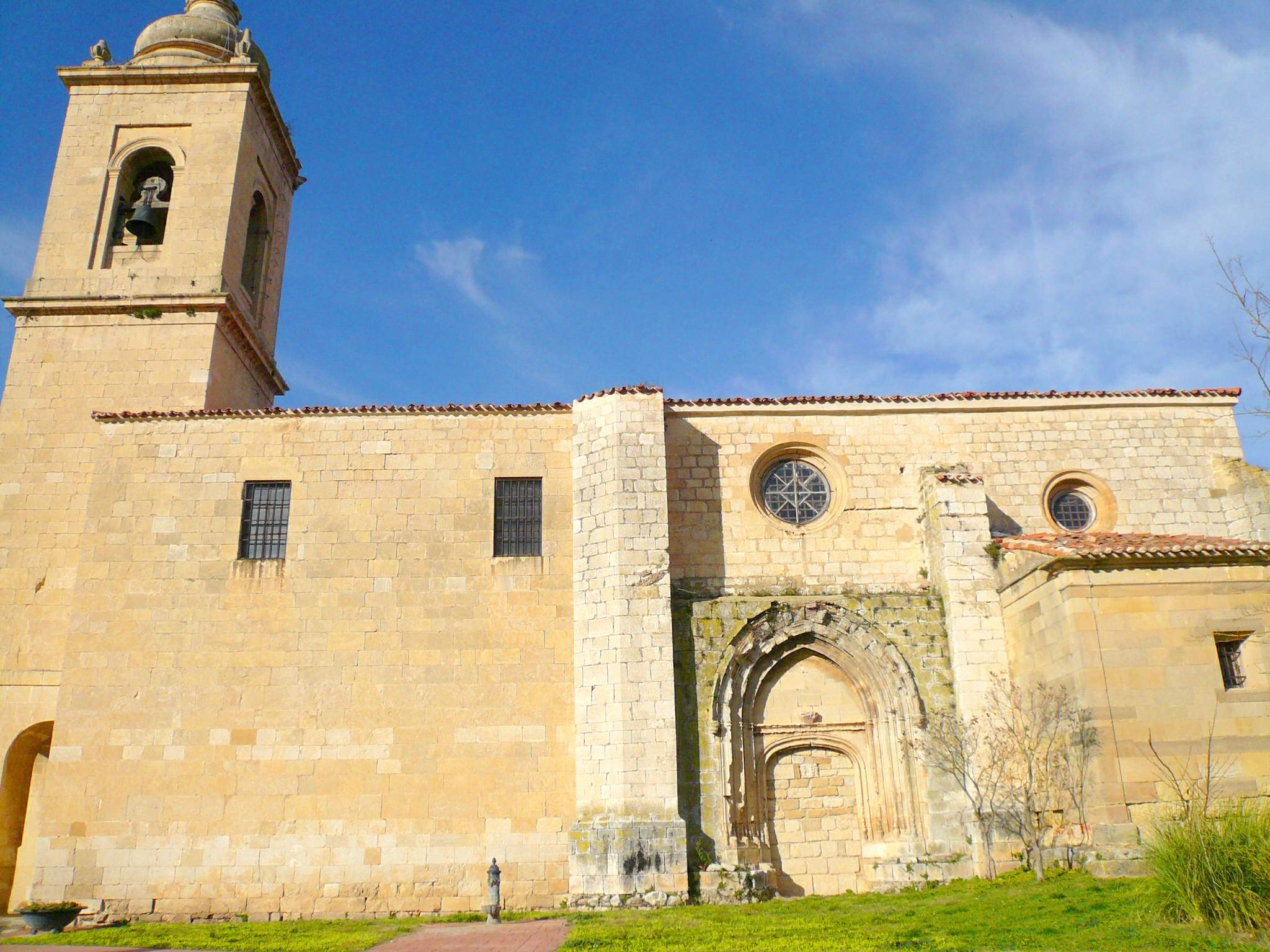
Iglesia de San Pedro Apóstol.

Entre el censo de 1857 y el anterior, crece el término del municipio porque incorpora a Valverde de Miranda. Entre el censo de 1877 y el anterior, este municipio desaparece porque se integra en el municipio Miranda de Ebro, tenía entonces 65 hogares y 333 habitantes.
Así se describe a Ircio en el tomo IX del Diccionario geográfico-estadístico-histórico de España y sus posesiones de Ultramar, obra impulsada por Pascual Madoz a mediados del siglo XIX:

Villa con ayuntamiento en la provincia, audiencia territorial y capitanía general de Burgos (15 leguas), diócesis de Calahorra (17), y partido judicial de Miranda de Ebro (1). Está situada en una pequeña altura, a la orilla del río Ebro, donde la combaten todos los vientos, siendo su clima sano y bastante templado, y las enfermedades más comunes las estacionales. Tiene 35 casas, con una que sirve de local para la enseñanza, la cárcel y sesiones del ayuntamiento; una escuela de primera educación a la que asisten 10 alumnos de ambos sexos, cuyo maestro está dotado con 8 fanegas de trigo y además la retribución que le paga cada uno de aquellos; 2 fuentes de buenas aguas en el término; iglesia parroquial (San Pedro Apóstol), servida por un cura y un sacristán; y una ermita (San Roque), en estado ruinoso, colocada en el término y en medio de un campo llano. Confina N Miranda y el río Ebro; E Haro; S Villalba de Rioja, y O Bardauri. El terreno es de mediana calidad, y le baña el citado río Ebro; a la parte del S y O hay monte poblado de encinas y bojes. Caminos: los que dirigen a Miranda, Haro y a Villalba de Rioja; la correspondencia se recibe en el primero de estos pueblos yendo por ella los mismos interesados o el que al efecto comisionan. Producciones: trigo, cebada, centeno, maíz, avena, patatas y chacolí; y cría ganado vacuno, lanar y cabrío. Industria: la agrícola. Población: 25 vecinos, 94 almas. Capital productivo: 613.220 reales. Imponible: 52.948. Contribución: 3.850 reales, 4 maravedíes. El presupuesto municipal asciende a 4.000 reales, y se cubre por reparto vecinal.
Diccionario geográfico-estadístico-histórico de España y sus posesiones de Ultramar

## Demografía
| Gráfica de evolución demográfica de Ircio entre 1842 y 1860 |
| |
| Población de derecho según los censos de población del INE Población de hecho según los censos de población del INEEntre el censo de 1857 y el anterior, crece el término del municipio porque incorpora a Valverde de Miranda. Entre el censo de 1877 y el anterior, este municipio desaparece porque se integra en el municipio Miranda de Ebro. |

Evolución de la población
| Gráfica de evolución demográfica de Ircio entre 2000 y 2017        |
|                                                                    |
| Población de derecho (2000-2017) según el padrón municipal del INE |

## Monumentos
- Iglesia de San Pedro Apóstol (retablo del siglo XVI).
- Ermina de San Roque.
- Restos arqueológicos de Revenga. (véase: Arce-Mirapérez)

## Entorno natural

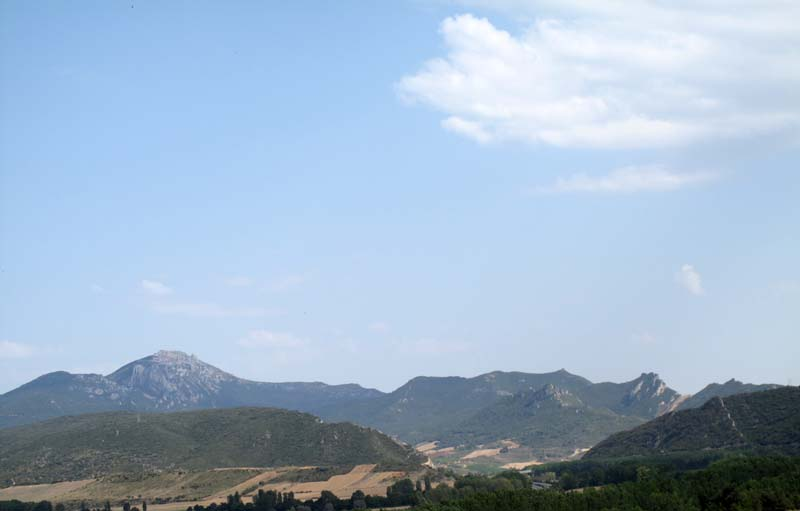
Vista de la Sierra Cantabria y el monte Toloño desde la iglesia de la localidad de Ircio. Agosto de 2011.

Si bien su entorno más cercano se ha ido urbanizando notablemente en los últimos años, que ha quedado comunicado directamente con una nueva zona industrial de Miranda de Ebro, la localidad es paisajísticamente interesante, siendo un mirador natural a la zona de unión de la sierra de Cantabria y los Montes Obarenes, en el entorno de Bilibio, y con una privilegiada vista sobre el monte Toloño.
Igualmente es interesante el trayecto por la antigua carretera que, tras atravesar la localidad, comunica con la Rioja, culminando en Haro a los pies del monte Gobera y su entorno boscoso. La carretera es sinuosa, con gran cantidad de curvas, pero con nula pendiente y extenta de todo peligro, pero exige un deseo de ir con tranquilidad, no rápidamente. Superado el pueblo y los dos kilómetros de bonito paisaje a la falda de las montañas se accede a los primeros viñedos de vino de Rioja.
Desde el municipio se puede acceder por una senda al Monasterio de Herrera y su despoblado.

## Polígono industrial
Se encuentra aprobado el Plan Regional de Ámbito Territorial del polígono industrial de
Miranda de Ebro, denominado “ Ircio Actividades ” con objeto de planificar la ejecución de una actuación industrial que se considera de interés para la comunidad de Castilla y León; conforme a la Ley de Ordenación del Territorio de Castilla y León (LOT). 
El Plan Regional determinó una reserva de suelo clasificado como urbanizable no delimitado, y su incorporación al Patrimonio Público de Suelo de Castilla y León, con destino a un desarrollo de suelo industrial como ampliación de las áreas industriales de Miranda de Ebro.
El polígono industrial Ircio Actividades está promovido por Ade Parques Tecnológicos y Empresariales de Castilla y León antiguamente Gesturcal S.A. delimitando un sector de 2 496 830,68 m² que incluyen otros 63.378,73 m² de Sistemas Generales, lo que supone una superfciie neta de 2.433.451,95 m² que admite 1.216.725,97 m² edificables.

### Justificación
La urbanización de este suelo se justifica en la demanda de suelo industrial, en la necesidad de
ofrecer suelo con capacidad de desarrollo logístico en una ubicación de alto potencial,
cubrir la necesidad de acoger una demanda de parcelas de diferentes tamaños y una especialización basada en la relación del suelo con el ferrocarril. Como se recoge en el informe sobre industria presentado por el Ayuntamiento de Miranda de Ebro, refleja la necesidad de aumentar suelo industrial para acoger un incremento de empresas destinadas a sectores tradicionales de Miranda y empresas vinculadas al transporte que demandan parcelas de grandes dimensiones. El desarrollo de esta área industrial y empresarial con potencial logístico tiene un alcance territorial y estratégico, que transciende el ámbito local tanto por su naturaleza como por sus dimensiones.

### Medio Ambiente
El nuevo sector deberá integrar los elementos valiosos del paisaje y la vegetación, asumiendo los condicionantes propios del entorno existente: Ribera del río Ebro , Montes Obarenes y yacimiento arqueológico denominado “Las Ánimas”.